# 巴納德堡
巴納德堡（Barnard Castle）是英格蘭達勒姆郡的一個城鎮，地名取自於附近同名的巴納德城堡。巴納德堡是提斯達爾地區主要的城鎮，也是一個人氣的旅遊目的地。當地最大的雇主是製藥巨頭葛蘭素史克。

## 外部連結
- Teesdale Gateway （页面存档备份，存于）
- St Mary's Barnard Castle （页面存档备份，存于）
- The castle at Barnard Castle: English Heritage （页面存档备份，存于）